# 5 oktoberrevolutionen i Portugal 1910
5 oktoberrevolutionen i Portugal 1910 var en republikansk statskupp i Portugal den 5 oktober 1910, genom vilken kung Manuel II avsattes, och Första portugisiska republiken infördes.
Före kuppen avgick premiärminister João Franco och gick i exil.  Nya val utlöstes, men faktionalism hindrade skapandet av en stabil regering. Den 1 oktober 1910 kom Brasiliens president Hermes da Fonseca på besök som en förevändning för omfattande republikanska demonstrationer. Tre dagar senare vägrade armén slå ner ett uppror ombord på portugisiska krigsfartyg förankrade vid Tejos mynning, och intog i stället sina positioner vid Lissabon. Dagen därpå började två krigsfartyg roar sig mot kungliga palatset, och kung Manuel II och den kungliga familjen flydde till Storbritannien. Kommande dag  skapades en republikansk provisorisk regering med författaren Teófilo Braga som president.
Revolutionen och republiken var  antiklerikala och var "fientligt" inställd i separationsfrågan kyrka-stat, likt  franska revolutionen, och senare även Spaniens konstitution 1931 och Mexikos konstitution 1917. Under revolutionen dregs biskopar ut från sina stift, och prästers egendom beslagtogs av staten, cassock förbjöds, alla mindre seminrier stängdes, liksom fem större. En lag den 22 februari 1918 förbjöd bara två seminarier i Portugal, men de fick inte tillbaka sin egendom. religiösa ordnar avskaffades, inklusive 31 ordnar bestående av medlemmar i 164 hus (1917 godkändes åter visa ordnar).  Religinsundervisningen I skolan stoppades, bade på primär- och sekundärstadiet.
Fenomenet med myterier ombord på krigsfartyg under revolutionen kom att upprepas under ryska Oktoberrevolutionen 1917 samt vid tyska monarkins fall 1918.